# Mauren Smith
Maureen Smith es una violinista del Reino Unido. Ha ofrecido recitales y conciertos de música de cámara en las principales salas de Londres, en numerosos festivales de Inglaterra (incluidos los de Aldeburgh, Brighton, Cheltenham, Leeds y Three Choirs) y en Europa, Estados Unidos y Oceanía. Sus interpretaciones han sido retransmitidas con frecuencia y ha realizado diversas grabaciones como solista y como intérprete de música de cámara.
Es Miembro Honorario de la Royal Academy of Music desde 1995 y ha trabajado como profesora en el Royal College of Music desde 1997. Participa regularmente en cursos de música de cámara e imparte clases en Reino Unido y en el extranjero.